# Przydanka

Przekrój przez tętnicę. Przydanka podpisana adventitia.

Przydanka, błona zewnętrzna (łac. adventitia, tunica externa, tunica adventitia, tela adventitia) – zewnętrzna warstwa ściany naczyń krwionośnych, przewodu pokarmowego (w odcinkach nieokrytych otrzewną), moczowodu, nasieniowodu, jajowodu, oskrzeli i oskrzelików. W układzie pokarmowym kręgowców zbudowana jest z tkanki łącznej wiotkiej. 
W naczyniach krwionośnych człowieka zbudowana jest z włókien kolagenowych. W wewnętrznej części zawiera podłużne włókna sprężyste, a bardziej zewnętrznie – włókna klejodajne. W średnich i większych tętnicach zawiera również podłużne wiązki mięśni gładkich. W aorcie ma luźną budowę, z małą ilością włókien mięśniowych gładkich. Jej budowa w żyłach jest bardzo różnorodna, w typowych żyłach jest zwykle grubsza niż w tętnicach i zawiera włókna mięśniowe gładkie, podczas gdy w żyłach odmiany włóknistej jest cienka lub zupełnie nie występuje.